# Bataille des Sablettes
Pour les articles homonymes, voir Sablettes.
La bataille des Sablettes, qui eut lieu en 1759 durant la guerre de Sept Ans s'est déroulée dans l'Anse de Sablettes, une baie fortifiée près de Toulon en France, immédiatement au sud de l'entrée du port.

## Bataille des Sablettes
À la mi-mai 1759, Edward Boscawen trouve Brodrick[Qui ?][pas clair] au large de Toulon et prend le commandement des forces britanniques, bloquant Toulon et Marseille et assurant la sécurité de Gibraltar. 

Tout en poursuivant le blocus avec ses 13 navires de ligne et ses deux navires de 50 canons, Boscawen place ses 12 croiseurs à des points stratégiques et en mission d'escorte de convoi. 
Trois mois plus tard, les forces françaises s'étaient retirées dans la rade intérieure, couverte par les canons de la forteresse de Toulon, mais pensaient toujours qu'une force britannique aussi importante ne pouvait pas être uniquement destinée à un blocus et devait signifier qu'un débarquement était imminent - conscient de cela par des lettres capturées, Boscawen encouragea cette impression en menaçant d'attaquer divers points.

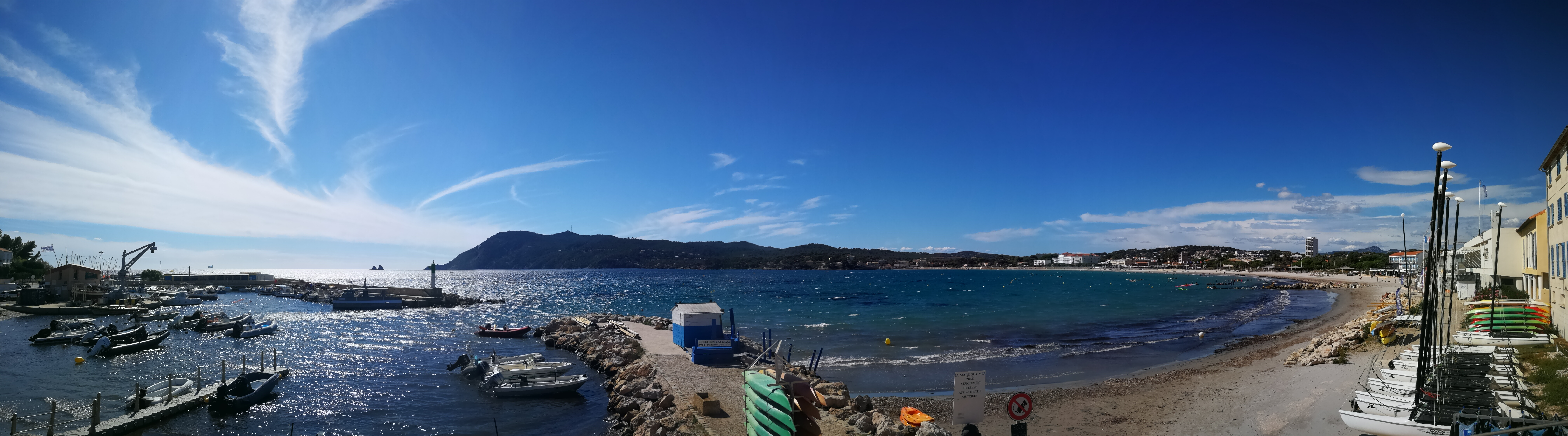
L'anse des Sablettes

Le 7 juin, deux frégates françaises qui tentaient de briser le blocus depuis l'extérieur furent obligées de jeter l'ancre à l'Anse de Sablettes. Malgré les neuf batteries françaises qui couvrent la baie, Boscawen envoie les HMS Culloden, HMS Conqueror et HMS Jersey pour couler les frégates. Ils n'y parviennent pas et, lourdement endommagés (le Culloden doit se rendre à Gibraltar pour être remis en état), se retirent au bout d'une heure sous les canons des batteries.